# Topiramato
El Topiramato es un fármaco antiepiléptico y estabilizador del estado de ánimo, usado principalmente para tratar la epilepsia tanto en niños como adultos, la migraña, el Trastorno Límite de la Personalidad (TLP) y en ciertas ocasiones para el tratamiento de los episodios depresivos y la profilaxis del trastorno de ciclotimia y depresión grave. En los niños también está indicado para el tratamiento del síndrome de Lennox-Gastaut. Se han investigado las propiedades de este fármaco en el tratamiento de la obesidad, la bulimia, el TOC, el tabaquismo, el alcoholismo y del dolor neuropático, en especial la neuralgia del trigémino.

## Farmacodinámica
El topiramato es un monosacárido sustituido por el sulfamato relacionado con la fructosa, lo cual constituye una estructura química bastante poco frecuente para ser un anticonvulsivo. El topiramato es rápidamente absorbido tras su administración oral. La mayor parte del fármaco (70%) se excreta en la orina sin modificaciones. El resto es ampliamente metabolizado por hidroxilación, hidrólisis y glucuronidación. Se han identificado seis metabolitos en humanos, ninguno de los cuales constituye más del 5% de la dosis administrada. El topiramato estimula los canales de cloro activados por GABA. Además, el topiramato inhibe los neurotransmisores excitadores a través de acciones sobre el receptor de kainato y los receptores AMPA. Hay pruebas de que el topiramato tiene un efecto específico sobre los receptores GluR5 del kainato. También es un inhibidor de la anhidrasa carbónica, en particular sobre los subtipos II y IV, pero esta acción es débil y es poco probable que esté implicada en la acción anticonvulsiva, pero puede explicar el mal gusto y el desarrollo de cálculos renales durante el tratamiento. Su efecto como eutimizante parece tener lugar antes de sus cualidades anticonvulsivantes a dosis bajas y medias. El topiramato inhibe los ataques producidos por electroshock máximo y los inducidos por el pentilentetrazol, así como los ataques generalizados tónico-clónicos parciales y secundarios en el modelo de astillas, hallazgos que son predictivos de un amplio espectro de actividades clínicas.

## Efectos secundarios
Un estudio en fase IV (post-marketing) patrocinado por GlaxoSmithKline sugería que los efectos secundarios cognitivos podían ser más comunes con el topiramato que con la lamotrigina. En estudios con voluntarios sanos, a fecha de mayo de 2007, comparando las dos medicaciones, las dosis terapéuticas de topiramato en el caso del trastorno bipolar producían mayores déficits cognitivos que la lamotrigina, incluyendo pérdida de memoria a corto plazo y dificultades para evocar palabras. Este efecto ha conducido al uso ocasional de "dopamax por algunos clientes insatisfechos. Se ha publicado una afectividad plana en >75% de los pacientes (n=60).
Los efectos secundarios más corrientes incluyen cambios en el sentido del gusto (bebidas carbonatadas, en especial los refrescos dietéticos y la cerveza adquieren mal sabor) y sensaciones de pinchazos en la cabeza y extremidades. Algunos efectos secundarios menos comunes incluyen déficits cognitivos (en particular de evocación de palabras), embotamiento y letargia, cálculos renales, desajuste de las funciones motoras finas; anormalidad visual y pérdida de visión transitoria permanente (ver más abajo advertencias de la FDA); pérdida de peso; dolor abdominal; sudoración intensa; desajustes menstruales; cambios en el sabor; faringitis; sinusitis; diplopía; sarpullido; leucopenia; fatiga; vértigos; irritación; mal humor repentino; insomnio; ansiedad; depresión; parestesia; diarrea; náuseas; dispepsia; estreñimiento; humedad bucal y dismenorrea.
Raramente la inhibición de la anhidrasa carbónica puede ser lo suficientemente fuerte para provocar acidosis metabólica de importancia clínica.
Los efectos secundarios más frecuentes que llevan a la descontinuación de la terapia con topiramato fueron:
- Ralentización psicomotora (4,1%)
- Problemas de memoria (3,3%)
- Fatiga (3,3%)
- Confusión (3,2%)
- Somnolencia (3,2%)

Los efectos secundarios hallados en >10% de los sujetos en al menos en un estudio clínico
Listados por orden de prevalencia son:
(* las indicaciones en la tasa del [%]son las mismas o superiores que la tasa de efectos secundarios)
- Dolor de cabeza (23,8%) *[25,9%]
- Parestesia (aturdimiento y hormigueo) (23,1%)
- Infecciones del tracto respiratorio superior (17,5%)
- Diarrea (16,8%)
- Náuseas (15,4%)
- Somnolencia (15,4%) *[16,1%]
- Anorexia (perdida de apetito) (13,3%) *[5,6%]
- Insomnio (11,9%) *[11,2%]
- Problemas de memoria (11,2%)
- Vértigo (10,5%) *[10,5]

La administración de alimentación y medicamentos de Estados Unidos (FDA) ha motivado una notificación alertando a los facultativos que prescriben topiramato a sus pacientes del riesgo de pérdida de visión (ceguera). La miopía aguda y el cierre del ángulo secundario glaucoma, puede provocar ceguera transitoria (reversible) o permanente en un pequeño subconjunto de pacientes que toman habitualmente topiramato. Los síntomas, que comienzan típicamente en e primer mes de uso, incluyen visión borrosa y dolor ocular. Si se trata tempranamente en su curso, la descontinuación del tratamiento, junto con otras medidas que considere prudentes el facultativo prescriptor o el oftalmólogo, pueden detener la progresión del daño ocular y podrían revertir el desajuste visual. Se aconseja a los pacientes que toman topiramato y sienten dolor alrededor de sus ojos, o notan pérdida de visión, de agudeza visual o manifiestan visión borrosa que consulten con sus facultativos tan pronto como sea razonablemente posible. De acuerdo con la FDA: "En más de 825 000 pacientes a fecha de 17 de agosto de 2001 se han notificado 23 casos: 22 pacientes adultos y uno pediátrico. Por lo general se reconoce que los datos post-márketing están sujetos a una notificación sustancialmente por debajo de lo normal".
Otros efectos secundarios que revisten seriedad es el desarrollo de osteoporosis en adultos y niños (los huesos afectados se quiebran más fácilmente) y raquitismo (crecimiento anormal y deformado de los huesos). El topiramato podría también ralentizar el crecimiento de los niños. Todas estas afecciones deberían ser detectadas en etapas tempranas llevando a cabo exámenes clínicos regulares de los pacientes.
En otras investigaciones post-marketing se descubrió riesgos de descenso de la sudoración e hipertermia. Los pacientes pediátricos (niños) son especialmente susceptibles a este efecto secundario. Se recomienda que los niños tratados con topiramato sean supervisados minuciosamente en busca de disminución de la sudoración e incrementos en la temperatura corporal, especialmente en climas cálidos. Todos los pacientes, en particular los que tengan otros factores que los predispongan, serán instruidos para mantener una adecuada ingesta de fluidos para minimizar el riesgo de formación de cálculos renales.

## Interacciones
- Puesto que el topiramato inhibe la anhidrasa carbónica el uso concomitante de otros inhibidores de la misma, tales como la acetazolamida pueden conducir a un aumento del riesgo de cálculos renales.
- Con inductores enzimáticos (como la carbamazepina): la eliminación del topiramato puede incrementarse, posiblemente requiriendo una escalada de las dosis.
- Fenitoína : El topiramato puede incrementar los niveles plasmáticos de fenitoína.
- El mismo topiramato es un inhibidor débil de la CYP 2C19 e induce la CYP 3A4. Bajo el topiramato se ha visto un descenso de los niveles plasmáticos de estrógenos (p. ej. anticonceptivos orales) y la digoxina.
- El alcohol puede provocar un incremento de la sedación o somnolencia, y un incremento del riesgo de sufrir un ataque.
- Como fue enunciado en el etiquetado publicado en la página 14 de la página web de la FDA el 29/06/2005 " las afecciones o terapias que predisponen a la acidosis pueden tener un efecto aditivo a los efectos disminuyentes del bicarbonato del topiramato". Queda ausente de este etiquetado cualquier discusión de interacciones con narcóticos (drogas que se sabe que promueven la acidosis respiratoria) Esta discusión que figura en la página 14 se encuentra en el tema de la acidosis metabólica y no está repetida en el tema de interacciones.[4]

## Dosificación
Para evitar los efectos secundarios tempranos (p. ej. la disfunción cognitiva) la dosis inicial normalmente es baja y se incrementa paso a paso. La dosis inicial habitual es de 25 a 50 mg diarios en 2 tomas únicas. Se recomienda incrementos de 25 a 50 mg cada 1 o 2 semanas. Las dosis comunes para el tratamiento de mantenimiento es de 100 a 200 mg diarios. La mayor dosis posible es de 1000 mg diarias en dosis divididas.

## Sobredosificación
Los síntomas de sobredosificación pueden incluir, aunque no están limitados, los siguientes:
| - Ataques - Vértigo, somnolencia, cansancio - Agitación - Depresión - Problemas en el habla - Visión borrosa, doble visión - Aprensividad - Pérdida de coordinación - Incapacidad para responder a los estímulos externos | - Pérdida de conciencia - Confusión y coma - Debilidad - Desarreglos y dolor estomacal - Pérdida de apetito y vómitos - Apetito excesivo - Palpitaciones o latidos irregulares - Debilidad muscular - Dolor de huesos. |

No existe un antídoto específico. El tratamiento es completamente sintomático.

### En inglés
- Topamax® (topiramate): Break the Migraine Cycle; the FDA and Topamax® (topiramate) as a psychotherapeutic agent in Bipolar Disorder. (enlace roto disponible en Internet Archive; véase el historial, la primera versión y la última).
- Topamax (topiramate): Treatment for Migraine Prevention
- Topamax: Treatment for Epilepsy
- Currently listed clinical trials related to topiramate
- FDA topiramate safety
- MSN article (enlace roto disponible en Internet Archive; véase el historial, la primera versión y la última).
- Effects of topiramate
- Patient oriented article on Topiramate from a neurologist
- MedlinePlus: Topiramate
- FAQ: Topiramate (Topamax), Mood Disorders and PTSD
- RxList.com: Topiramate
- Green, Ben. "Focus on Topiramate - a new anti-epileptic", Priory Lodge Education Ltd., 1997-99. Focus on Topiramate First published May 1997. Version 1.1
- Topamax: Side Effects

- Datos: Q221174
- Multimedia: Topiramate / Q221174